# Перша ойратсько-манчжурська війна
Перша ойратсько-манчжурська війна — військовий конфлікт між Джунгарським ханством та манчжурською династією Цін, що відбувся у 1690—1697 роках і закінчився перемогою Манчжурії.

## Причини
В 1680-их роках Імперії Цін вдалося схилити деяких правителів Центральної Монголії прийняти підданство імператора, що стривожило правителя Джунгарського ханства Галдан-Бошогту, який бажав відродити колишню міць та незалежність монголів шляхом їх об'єднання.